# Chassal-Molinges
Chassal-Molinges é uma comuna francesa na região administrativa da Borgonha-Franco-Condado, no departamento de Jura. Estende-se por uma área de 7.76 km². Em 2010 a comuna tinha 1 152 habitantes (densidade: 148,5 hab./km²).
Foi criada em 1 de janeiro de 2019, a partir da fusão das antigas comunas de Molinges (sede da comuna) e Chassal.